# Foča (samhälle)
Foča är ett samhälle i Bosnien och Hercegovina.   Det ligger i entiteten Republika Srpska, i den centrala delen av landet, 110 km norr om huvudstaden Sarajevo. Foča ligger 174 meter över havet och antalet invånare är 419.
Terrängen runt Foča är huvudsakligen platt, men åt sydost är den kuperad.Närmaste större samhälle är Doboj, 13,7 km söder om Foča. 
Omgivningarna runt Foča är en mosaik av jordbruksmark och naturlig växtlighet. Runt Foča är det ganska tätbefolkat, med 67 invånare per kvadratkilometer.